# Mimeresia rubrica
Mimeresia rubrica är en fjärilsart som beskrevs av Druce 1888. Mimeresia rubrica ingår i släktet Mimeresia och familjen juvelvingar. Inga underarter finns listade i Catalogue of Life.